# 990 TCN
990 TCN là một năm trong lịch La Mã.